# Copa Federación 2023
La Copa Federación 2023 fue la 31.ª edición de dicha competición, correspondiente a la temporada 2023-24.

Se trata de la quinta edición en la que no se permite la participación de equipos filiales en la fase nacional.

## Fase Autonómica
Esta fase se desarrollará a nivel autonómico y podrán participar, mediante inscripción voluntaria, todos los clubes (no filiales) de Primera Federación, Segunda Federación y Tercera Federación de la pasada temporada que no se hayan clasificado bien a la Copa del Rey, o bien a la fase nacional de la Copa RFEF.

### Torneo de Cataluña
| Segunda Federación   |
| -------------------- |
| C. Lleida Esportiu   |
| C. E. Sabadell F. C. |

| Tercera Federación  |
| ------------------- |
| U. E. Castelldefels |
| U. E. Cornellà      |

|  | Semifinales          | Semifinales         |                    |       | Final | Final |
|  |                      |                     |                    |       |       |       |
|  | 30 de agosto         |                     |                    |       |       |       |
|  |                      |                     |                    |       |       |       |
|  | C. Lleida Esportiu   | 1                   |                    |       |       |       |
|  | C. Lleida Esportiu   | 1                   | 13 de septiembre   |       |       |       |
|  | C. E. Sabadell F. C. | 0                   |                    |       |       |       |
|  | C. E. Sabadell F. C. | 0                   | C. Lleida Esportiu | 2     |       |       |
|  | 30 de agosto         |                     | C. Lleida Esportiu | 2     |       |       |
|  |                      | U. E. Castelldefels | 0                  |       |       |       |
|  | U. E. Castelldefels  | U. E. Castelldefels | 0                  | 0 (4) |       |       |
|  | U. E. Castelldefels  |                     |                    | 0 (4) |       |       |
|  | U. E. Cornellà       | 0 (3)               |                    |       |       |       |
|  | U. E. Cornellà       | 0 (3)               |                    |       |       |       |

| Campeón C. Lleida Esportiu 2.° título Clasificado a la Fase Nacional |

### Torneo de La Rioja

#### Equipos inscritos
- 9 equipos[2][3]

| Primera Federación |
| ------------------ |
| S. D. Logroñés     |

| Segunda Federación |
| ------------------ |
| U. D. Logroñés     |
| C. D. Calahorra    |

| Tercera Federación     |
| ---------------------- |
| C. D. Alfaro           |
| C. D. Berceo           |
| C. D. Tedeón           |
| Casalarreina C. F.     |
| C. D. F. C. La Calzada |
| Racing Rioja C. F.     |

#### Cuadro
|  | Ronda previa | Ronda previa           |                        |   | Cuartos de final | Cuartos de final |   |  | Semifinales | Semifinales     |   |  | Final | Final |  |
|  |              |                        |                        |   |                  |                  |   |  |             |                 |   |  |       |       |  |
|  |              |                        |                        |   |                  |                  |   |  |             |                 |   |  |       |       |  |
|  |              |                        |                        |   |                  |                  |   |  |             |                 |   |  |       |       |  |
|  |              |                        |                        |   |                  |                  |   |  |             |                 |   |  |       |       |  |
|  |              |                        |                        |   |                  |                  |   |  |             |                 |   |  |       |       |  |
|  |              | C. D. Calahorra        | 2                      |   |                  |                  |   |  |             |                 |   |  |       |       |  |
|  |              |                        | 2                      |   |                  |                  |   |  |             |                 |   |  |       |       |  |
|  |              |                        | Racing Rioja C. F.     | 1 |                  |                  |   |  |             |                 |   |  |       |       |  |
|  |              |                        | Racing Rioja C. F.     | 1 |                  |                  |   |  |             |                 |   |  |       |       |  |
|  |              |                        |                        |   |                  |                  |   |  |             |                 |   |  |       |       |  |
|  |              |                        |                        |   |                  |                  |   |  |             |                 |   |  |       |       |  |
|  |              |                        |                        |   |                  | C. D. Calahorra  | 1 |  |             |                 |   |  |       |       |  |
|  |              |                        |                        |   |                  |                  | 1 |  |             |                 |   |  |       |       |  |
|  |              |                        | C. D. F. C. La Calzada | 0 |                  |                  |   |  |             |                 |   |  |       |       |  |
|  |              |                        | C. D. F. C. La Calzada | 0 |                  |                  |   |  |             |                 |   |  |       |       |  |
|  |              |                        |                        |   |                  |                  |   |  |             |                 |   |  |       |       |  |
|  |              |                        |                        |   |                  |                  |   |  |             |                 |   |  |       |       |  |
|  |              | C. D. F. C. La Calzada | 4                      |   |                  |                  |   |  |             |                 |   |  |       |       |  |
|  |              |                        | 4                      |   |                  |                  |   |  |             |                 |   |  |       |       |  |
|  |              |                        | Casalarreina C. F.     | 1 |                  |                  |   |  |             |                 |   |  |       |       |  |
|  |              |                        | Casalarreina C. F.     | 1 |                  |                  |   |  |             |                 |   |  |       |       |  |
|  |              |                        |                        |   |                  |                  |   |  |             |                 |   |  |       |       |  |
|  |              |                        |                        |   |                  |                  |   |  |             |                 |   |  |       |       |  |
|  |              |                        |                        |   |                  |                  |   |  |             | C. D. Calahorra | 0 |  |       |       |  |
|  |              |                        |                        |   |                  |                  |   |  |             |                 | 0 |  |       |       |  |
|  |              |                        | U. D. Logroñés         | 3 |                  |                  |   |  |             |                 |   |  |       |       |  |
|  |              |                        | U. D. Logroñés         | 3 |                  |                  |   |  |             |                 |   |  |       |       |  |
|  |              |                        |                        |   |                  |                  |   |  |             |                 |   |  |       |       |  |
|  |              |                        |                        |   |                  |                  |   |  |             |                 |   |  |       |       |  |
|  |              | U. D. Logroñés         | 3                      |   |                  |                  |   |  |             |                 |   |  |       |       |  |
|  |              |                        | 3                      |   |                  |                  |   |  |             |                 |   |  |       |       |  |
|  |              |                        | C. D. Alfaro           | 0 |                  |                  |   |  |             |                 |   |  |       |       |  |
|  |              |                        | C. D. Alfaro           | 0 |                  |                  |   |  |             |                 |   |  |       |       |  |
|  |              |                        |                        |   |                  |                  |   |  |             |                 |   |  |       |       |  |
|  |              |                        |                        |   |                  |                  |   |  |             |                 |   |  |       |       |  |
|  |              |                        |                        |   |                  | U. D. Logroñés   | 1 |  |             |                 |   |  |       |       |  |
|  |              |                        |                        |   |                  |                  | 1 |  |             |                 |   |  |       |       |  |
|  |              |                        | S. D. Logroñés         | 0 |                  |                  |   |  |             |                 |   |  |       |       |  |
|  |              |                        | S. D. Logroñés         | 0 |                  |                  |   |  |             |                 |   |  |       |       |  |
|  |              |                        |                        |   |                  |                  |   |  |             |                 |   |  |       |       |  |
|  |              |                        |                        |   |                  |                  |   |  |             |                 |   |  |       |       |  |
|  |              | S. D. Logroñés         | 5                      |   |                  |                  |   |  |             |                 |   |  |       |       |  |
|  |              |                        | 5                      |   |                  |                  |   |  |             |                 |   |  |       |       |  |
|  |              |                        | C. D. Berceo           | 0 |                  |                  |   |  |             |                 |   |  |       |       |  |
|  | C. D. Berceo | 3                      | C. D. Berceo           | 0 |                  |                  |   |  |             |                 |   |  |       |       |  |
|  | C. D. Berceo | 3                      |                        |   |                  |                  |   |  |             |                 |   |  |       |       |  |
|  | C. D. Tedeón | 0                      |                        |   |                  |                  |   |  |             |                 |   |  |       |       |  |
|  | C. D. Tedeón | 0                      |                        |   |                  |                  |   |  |             |                 |   |  |       |       |  |
|  |              |                        |                        |   |                  |                  |   |  |             |                 |   |  |       |       |  |

#### Ronda Previa
| 19 de agosto de 2023 | C. D. Berceo                                                                                | 3:0 (1:0) | C. D. Tedeón | Campo de fútbol Mundial'82 (Hierba Artificial), Logroño, La Rioja |                             |
| 19:00                | - Marcos Portilla Martínez 34' - Jesús Fernández Montenegro 55' - Jorge Alonso Herreros 83' | Reporte   |              | Árbitro(s): David López Gil                                       | Árbitro(s): David López Gil |

#### Cuartos de final
| 30 de agosto de 2023 | C. D. F. C. La Calzada                                                                                | 4:1 (3:1) | Casalarreina C. F.           | El Rollo, Santo Domingo de La Calzada, La Rioja |                                     |
| 20:00                | - Daniel Gómez Ruiz 12' - Jesús García Sierra 22' - Mario Manzanos Pinedo 38' - Diego Pozo Alonso 85' | Reporte   | - 19' Pablo Fernández Maleta | Árbitro(s): Alejandro Viela Carcamo             | Árbitro(s): Alejandro Viela Carcamo |

| 27 de agosto de 2023 | C. D. Calahorra                                        | 2:1 (1:1) | Racing Rioja C. F.                   | La Planilla, Calahorra, La Rioja |                                |
| 12:00                | - Raúl Rubio Romero 17' (p) - Aitor Uzcudun Arruti 71' | Reporte   | - 22' Carlos Branco Paniagua Urquiza | Árbitro(s): Rubén Oyón Hidalgo   | Árbitro(s): Rubén Oyón Hidalgo |

| 30 de agosto de 2023 | U. D. Logroñés                                                   | 3:0 (2:0) | C. D. Alfaro | Las Gaunas, Logroño, La Rioja |                              |
| 20:00                | - Iñaki Sáenz 7' (p.) - Ander Vitoria 28' - Lander Yurrebaso 61' | Reporte   |              | Árbitro(s): Jorge Ruiz Gómez  | Árbitro(s): Jorge Ruiz Gómez |

| 24 de agosto de 2023 | S. D. Logroñés                                          | 5:0 (2:0) | C. D. Berceo | Las Gaunas, Logroño, La Rioja       |                                     |
| 20:30                | - Jordi Escobar Fernández 9', 72', 75' - Rubio 43', 89' | Reporte   |              | Árbitro(s): David Ceniceros Aransay | Árbitro(s): David Ceniceros Aransay |

#### Semifinal
| 6 de septiembre de 2023 | C. D. Calahorra         | 1:0 (1:0) | C. D. F. C. La Calzada | La Planilla, Calahorra, La Rioja |                                |
| 20:00                   | - Eneko Lizaso Ávila 7' | Reporte   |                        | Árbitro(s): David Moreno Pardo   | Árbitro(s): David Moreno Pardo |

| 6 de septiembre de 2023 | U. D. Logroñés                | 1:0 (0:0) | S. D. Logroñés | Las Gaunas, Logroño, La Rioja     |                                   |
| 20:15                   | - Jonatan González Crespo 89' | Reporte   |                | Árbitro(s): Borja Martínez García | Árbitro(s): Borja Martínez García |

#### Final
| 13 de septiembre de 2023 | C. D. Calahorra | 0:3 (0:1) | U. D. Logroñés                                                                                   | Las Gaunas, Logroño, La Rioja      |                                    |
| 20:30                    |                 | Reporte   | - 18' Lander Yurrebaso Olazarri - 51' Alejandro Miguel Arias de Haro - 83' Jon Madrazo Gutiérrez | Árbitro(s): Rodrigo Sánchez Murcia | Árbitro(s): Rodrigo Sánchez Murcia |

| Campeón U. D. Logroñés 1.er título Clasificado a la Fase Nacional |

### Torneo de la Comunidad de Madrid
Fase de Grupos
Grupo A
| Equipo                           | PJ | G | E | P | GF | GC | DG | Pts |
| -------------------------------- | -- | - | - | - | -- | -- | -- | --- |
| U. D. San Sebastián de los Reyes | 3  | 2 | 1 | 0 | 6  | 1  | 5  | 7   |
| C. F. Fuenlabrada                | 3  | 1 | 2 | 0 | 5  | 2  | 3  | 5   |
| Las Rozas C. F.                  | 3  | 1 | 1 | 1 | 3  | 4  | -1 | 4   |
| R. S. D. Alcalá                  | 3  | 0 | 0 | 3 | 1  | 8  | -7 | 0   |

Resultados (Jornada 1 - 16/8/2023)
| Local             | Resultado | Visitante                        |
| ----------------- | --------- | -------------------------------- |
| C. F. Fuenlabrada | 1–1       | U. D. San Sebastián de los Reyes |
| Las Rozas C. F.   | 2–1       | R. S. D. Alcalá                  |

Resultados (Jornada 2 - 19 y 20/8/2023)
| Local                            | Resultado | Visitante         |
| -------------------------------- | --------- | ----------------- |
| U. D. San Sebastián de los Reyes | 2–0       | Las Rozas C. F.   |
| R. S. D. Alcalá                  | 0–3       | C. F. Fuenlabrada |

Resultados (Jornada 3 - 23/8/2023)
| Local                            | Resultado | Visitante       |
| -------------------------------- | --------- | --------------- |
| C. F. Fuenlabrada                | 1–1       | Las Rozas C. F. |
| U. D. San Sebastián de los Reyes | 3–0       | R. S. D. Alcalá |

Grupo B
| Equipo                   | PJ | G | E | P | GF | GC | DG | Pts |
| ------------------------ | -- | - | - | - | -- | -- | -- | --- |
| A. D. Unión Adarve       | 3  | 2 | 1 | 0 | 6  | 4  | 2  | 7   |
| C. F. Pozuelo de Alarcón | 3  | 1 | 2 | 0 | 4  | 3  | 1  | 5   |
| C. D. Móstoles URJC      | 3  | 0 | 2 | 1 | 3  | 4  | -1 | 2   |
| A. D. Torrejón C. F.     | 3  | 0 | 1 | 2 | 4  | 6  | -2 | 1   |

Resultados (Jornada 1 - 17/8/2023)
| Local                    | Resultado | Visitante           |
| ------------------------ | --------- | ------------------- |
| C. F. Pozuelo de Alarcón | 1–1       | A. D. Unión Adarve  |
| A. D. Torrejón C. F.     | 1–1       | C. D. Móstoles URJC |

Resultados (Jornada 2 - 20/8/2023)
| Local               | Resultado | Visitante                |
| ------------------- | --------- | ------------------------ |
| A. D. Unión Adarve  | 3–2       | A. D. Torrejón C. F.     |
| C. D. Móstoles URJC | 1–1       | C. F. Pozuelo de Alarcón |

Resultados (Jornada 3 - 23/8/2023)
| Local                    | Resultado | Visitante            |
| ------------------------ | --------- | -------------------- |
| C. F. Pozuelo de Alarcón | 2–1       | A. D. Torrejón C. F. |
| A. D. Unión Adarve       | 2–1       | C. D. Móstoles URJC  |

Final (27/8/2023)
| Local                            | Resultado  | Visitante          |
| -------------------------------- | ---------- | ------------------ |
| U. D. San Sebastián de los Reyes | 0–1 (t.s.) | A. D. Unión Adarve |

| Campeón A. D. Unión Adarve 1.° título Clasificado a la Fase Nacional |

### Torneo del País Vasco
| Primera Federación |
| ------------------ |
| Real Unión         |

| Segunda Federación |
| ------------------ |
| Arenas Club        |

| Tercera Federación |
| ------------------ |
| S. D. Leioa        |
| C. D. Derio        |

|  | Semifinales  | Semifinales |                  |   | Final | Final |
|  |              |             |                  |   |       |       |
|  | 30 de agosto |             |                  |   |       |       |
|  |              |             |                  |   |       |       |
|  | Arenas       | 0           |                  |   |       |       |
|  | Arenas       | 0           | 13 de septiembre |   |       |       |
|  | Real Unión   | 1           |                  |   |       |       |
|  | Real Unión   | 1           | Real Unión       | 1 |       |       |
|  | 30 de agosto |             | Real Unión       | 1 |       |       |
|  |              | C. D. Derio | 0                |   |       |       |
|  | S. D. Leioa  | C. D. Derio | 0                | 1 |       |       |
|  | S. D. Leioa  |             |                  | 1 |       |       |
|  | C. D. Derio  | 2           |                  |   |       |       |
|  | C. D. Derio  | 2           |                  |   |       |       |

| Campeón Real Unión C. 5° título Clasificado a la Fase Nacional |

### Torneo de Navarra
| Segunda Federación |
| ------------------ |
| Peña Sport F. C.   |
| C. D. Ardoi        |
| U. D. Mutilvera    |

| Tercera Federación |
| ------------------ |
| C. A. Cirbonero    |

|  | Semifinales      | Semifinales  |                 |                  | Final            | Final            |  |
|  | 30 de agosto     | 30 de agosto |                 |                  | 12 de septiembre | 12 de septiembre |  |
|  |                  |              |                 |                  |                  |                  |  |
|  |                  |              |                 |                  |                  |                  |  |
|  | Peña Sport F. C. | 2            |                 |                  |                  |                  |  |
|  | Peña Sport F. C. | 2            |                 |                  |                  |                  |  |
|  | C. A. Cirbonero  | 0            |                 |                  |                  |                  |  |
|  | C. A. Cirbonero  | 0            |                 | Peña Sport F. C. | 1                |                  |  |
|  |                  |              |                 | Peña Sport F. C. | 1                |                  |  |
|  |                  |              | U. D. Mutilvera | 0                |                  |                  |  |
|  | C. D. Ardoi      | 1            | U. D. Mutilvera | 0                |                  |                  |  |
|  | C. D. Ardoi      | 1            |                 |                  |                  |                  |  |
|  | U. D. Mutilvera  | 2            |                 |                  |                  |                  |  |
|  | U. D. Mutilvera  | 2            |                 |                  |                  |                  |  |
|  |                  |              |                 |                  |                  |                  |  |

| Campeón Peña Sport F. C. 1.° título Clasificado a la Fase Nacional |

## Fase Nacional
Se clasifican directamente para la Fase Nacional un equipo de cada grupo de la Segunda Federación 2022-23, el mejor clasificado que no se hayan clasificado para la Copa del Rey, y los siete mejores de los segundos de cada grupo que no se hayan clasificado para la Copa del Rey 2023-24, siempre excluyendo a los equipos filiales.
Por otro lado, se clasifican 20 clubes mediante las fases autonómicas de la temporada 2023-24, cada una de ellas organizada por cada una de las 19 federaciones adscritas a la Real Federación Española de Fútbol. El club campeón de cada fase autonómica (excepto de Andalucía, donde se clasificarán dos clubes) pasará directamente en esta Fase Nacional.

### Equipos clasificados
| Segunda Federación 2022-23                                                                                    | Tercera Federación 2022-23                                                                                           | Fases autonómicas 2023-24 |
| --- | --- | --- |
| R. S. Gimnástica de Torrelavega A. D. San Juan C. F. Badalona Futur C. D. San Roque de Lepe C. D. Guadalajara | L'Entregu C. F. C. F. Vimenor U. E. Sant Andreu El Palo F. C. S. E. Penya Independent U. D. Lanzarote C. D. Illescas | Ourense C. F. C. Marino de Luanco C. D. Laredo Real Unión C. C. Lleida Esportiu Patacona C. F. A. D. Unión Adarve C. D. Numancia de Soria U. D. Torre del Mar Puente Genil F. C. C. D. Ibiza Islas Pitiusas U. D. Gran Tarajal C. A. P. Ciudad de Murcia S. P. Villafranca Peña Sport F. C. U. D. Logroñés S. D. Ejea C. F. Talavera de la Reina Polillas Atlético Atlético Melilla |

### Sorteo
Los 32 equipos clasificados se divide en 4 cuadros con 8 equipos en cada por criterios de proximidad geográfica enfrentándose en eliminatorias entre sí.
Se comenzará emparejando del cuadro del bombo A, seguido del bombo B, el bombo C y finalmente el bombo D. El sorteo se celebrará en 14 de septiembre de 2023, a las 12:00 CET.
Posteriormente el campeón de las eliminatorias de cada cuadro, avanzará a semifinales obteniendo así el pase a la Copa del Rey para después cruzarse con el resto de campeones del resto de cuadros.
Los partidos se disputarán en el campo del equipo que salga en primer lugar en la extracción de las bolas. Quedando configurados los clubes en 4 bombos las cuales serán:
| Bombo A | Bombo B | Bombo C | Bombo D |
| --- | --- | --- | --- |
| Ourense C. F. Fase autonómica (2.ª Fed.) L'Entregu C. F. 3.ª Fed. C. Marino de Luanco Fase autonómica (2.ª Fed.) R. S. Gimnástica de Torrelavega 2.ª Fed. C. F. Vimenor 3.ª Fed. C. D. Laredo Fase autonómica (3.ª Fed.) Real Unión C. Fase autonómica (1.ª Fed.) U. D. Logroñés Fase autonómica (2.ª Fed.) | Ibiza Islas Pitiusas Fase autonómica (3.ª Fed.) Badalona Futur 2.ª Fed. A. D. San Juan 2.ª Fed. S. E. Penya Independent 2.ª Fed. S. D. Ejea Fase autonómica (3.ª Fed.) Peña Sport F. C. Fase autonómica (3.ª Fed.) U. E. Sant Andreu 2.ª Fed. Lleida Esportiu Fase autonómica (2.ª Fed.) | C. D. Guadalajara 2.ª Fed. U. D. Lanzarote 3.ª Fed. U. D. Gran Tarajal Fase autonómica (3.ª Fed.) C. D. Illescas 2.ª Fed. C. F. Talavera de la Reina Fase autonómica (2.ª Fed.) C. D. Numancia Fase autonómica (2.ª Fed.) A. D. Unión Adarve Fase autonómica (2.ª Fed.) Patacona C. F. Fase autonómica (3.ª Fed.) | San Roque de Lepe 2.ª Fed. C. A. P. Ciudad de Murcia Fase autonómica (3.ª Fed.) S. P. Villafranca Fase autonómica (3.ª Fed.) Salerm Puente Genil Fase autonómica (3.ª Fed.) Atlético Melilla Fase autonómica (3.ª Fed.) Polillas Atlético Fase autonómica (Preferente) U. D. Torre del Mar Fase autonómica (3.ª Fed.) El Palo F. C. 2.ª Fed. |

Para la semifinales y para la final se realizará otro sorteo entre el ganador del cuadro A y B para determinar el equipo será local y cual visitante, haciendo lo mismo con el cuadro C y D.

### Cuadro A
|  | Cuartos de final          | Cuartos de final |                           |                 | Semifinal        | Semifinal        |  |                 | Final         | Final         |  |
|  | 27 de septiembre          | 27 de septiembre |                           |                 | 4 y 5 de octubre | 4 y 5 de octubre |  |                 | 11 de octubre | 11 de octubre |  |
|  |                           |                  |                           |                 |                  |                  |  |                 |               |               |  |
|  |                           |                  |                           |                 |                  |                  |  |                 |               |               |  |
|  | C. F. Vimenor             | 2 (2)            |                           |                 |                  |                  |  |                 |               |               |  |
|  | C. F. Vimenor             | 2 (2)            |                           |                 |                  |                  |  |                 |               |               |  |
|  | L'Entregu C. F.           | 2 (4)            |                           |                 |                  |                  |  |                 |               |               |  |
|  | L'Entregu C. F.           | 2 (4)            |                           | L'Entregu C. F. | 0 (4)            |                  |  |                 |               |               |  |
|  |                           |                  |                           | L'Entregu C. F. | 0 (4)            |                  |  |                 |               |               |  |
|  |                           |                  | C. Marino de Luanco       | 0 (2)           |                  |                  |  |                 |               |               |  |
|  | C. Marino de Luanco       | 2                | C. Marino de Luanco       | 0 (2)           |                  |                  |  |                 |               |               |  |
|  | C. Marino de Luanco       | 2                |                           |                 |                  |                  |  |                 |               |               |  |
|  | Real Unión de Irún        | 1                |                           |                 |                  |                  |  |                 |               |               |  |
|  | Real Unión de Irún        | 1                |                           |                 |                  |                  |  | L'Entregu C. F. | 0             |               |  |
|  |                           |                  |                           |                 |                  |                  |  | L'Entregu C. F. | 0             |               |  |
|  |                           |                  | U. D. Logroñés            | 1               |                  |                  |  |                 |               |               |  |
|  | U. D. Logroñés            | 2                | U. D. Logroñés            | 1               |                  |                  |  |                 |               |               |  |
|  | U. D. Logroñés            | 2                |                           |                 |                  |                  |  |                 |               |               |  |
|  | C. D. Laredo              | 0                |                           |                 |                  |                  |  |                 |               |               |  |
|  | C. D. Laredo              | 0                |                           | U. D. Logroñés  | 4                |                  |  |                 |               |               |  |
|  |                           |                  |                           | U. D. Logroñés  | 4                |                  |  |                 |               |               |  |
|  |                           |                  | Gimnástica de Torrelavega | 1               |                  |                  |  |                 |               |               |  |
|  | Gimnástica de Torrelavega | 2                | Gimnástica de Torrelavega | 1               |                  |                  |  |                 |               |               |  |
|  | Gimnástica de Torrelavega | 2                |                           |                 |                  |                  |  |                 |               |               |  |
|  | Ourense C. F.             | 1                |                           |                 |                  |                  |  |                 |               |               |  |
|  | Ourense C. F.             | 1                |                           |                 |                  |                  |  |                 |               |               |  |
|  |                           |                  |                           |                 |                  |                  |  |                 |               |               |  |

### Cuadro B
|  | Cuartos de final        | Cuartos de final |                   |                      | Semifinal    | Semifinal    |  |                      | Final         | Final         |  |
|  | 27 de septiembre        | 27 de septiembre |                   |                      | 4 de octubre | 4 de octubre |  |                      | 11 de octubre | 11 de octubre |  |
|  |                         |                  |                   |                      |              |              |  |                      |               |               |  |
|  |                         |                  |                   |                      |              |              |  |                      |               |               |  |
|  | Ibiza Islas Pitiusas    | 0                |                   |                      |              |              |  |                      |               |               |  |
|  | Ibiza Islas Pitiusas    | 0                |                   |                      |              |              |  |                      |               |               |  |
|  | C. F. Badalona Futur    | 2                |                   |                      |              |              |  |                      |               |               |  |
|  | C. F. Badalona Futur    | 2                |                   | C. F. Badalona Futur | 3            |              |  |                      |               |               |  |
|  |                         |                  |                   | C. F. Badalona Futur | 3            |              |  |                      |               |               |  |
|  |                         |                  | A. D. San Juan    | 0                    |              |              |  |                      |               |               |  |
|  | A. D. San Juan          | 3                | A. D. San Juan    | 0                    |              |              |  |                      |               |               |  |
|  | A. D. San Juan          | 3                |                   |                      |              |              |  |                      |               |               |  |
|  | S. E. Penya Independent | 1                |                   |                      |              |              |  |                      |               |               |  |
|  | S. E. Penya Independent | 1                |                   |                      |              |              |  | C. F. Badalona Futur | 3             |               |  |
|  |                         |                  |                   |                      |              |              |  | C. F. Badalona Futur | 3             |               |  |
|  |                         |                  | S. D. Ejea        | 0                    |              |              |  |                      |               |               |  |
|  | S. D. Ejea              | 0 (5)            | S. D. Ejea        | 0                    |              |              |  |                      |               |               |  |
|  | S. D. Ejea              | 0 (5)            |                   |                      |              |              |  |                      |               |               |  |
|  | Peña Sport F. C.        | 0 (4)            |                   |                      |              |              |  |                      |               |               |  |
|  | Peña Sport F. C.        | 0 (4)            |                   | S. D. Ejea           | 1 (6)        |              |  |                      |               |               |  |
|  |                         |                  |                   | S. D. Ejea           | 1 (6)        |              |  |                      |               |               |  |
|  |                         |                  | U. E. Sant Andreu | 1 (5)                |              |              |  |                      |               |               |  |
|  | U. E. Sant Andreu       | 1                | U. E. Sant Andreu | 1 (5)                |              |              |  |                      |               |               |  |
|  | U. E. Sant Andreu       | 1                |                   |                      |              |              |  |                      |               |               |  |
|  | Lleida Esportiu         | 0                |                   |                      |              |              |  |                      |               |               |  |
|  | Lleida Esportiu         | 0                |                   |                      |              |              |  |                      |               |               |  |
|  |                         |                  |                   |                      |              |              |  |                      |               |               |  |

### Cuadro C
|  | Cuartos de final           | Cuartos de final |                            |                            | Semifinal    | Semifinal    |  |                   | Final         | Final         |  |
|  | 27 de septiembre           | 27 de septiembre |                            |                            | 4 de octubre | 4 de octubre |  |                   | 11 de octubre | 11 de octubre |  |
|  |                            |                  |                            |                            |              |              |  |                   |               |               |  |
|  |                            |                  |                            |                            |              |              |  |                   |               |               |  |
|  | C. D. Guadalajara          | 2                |                            |                            |              |              |  |                   |               |               |  |
|  | C. D. Guadalajara          | 2                |                            |                            |              |              |  |                   |               |               |  |
|  | U. D. Lanzarote            | 0                |                            |                            |              |              |  |                   |               |               |  |
|  | U. D. Lanzarote            | 0                |                            | C. D. Guadalajara          | 4            |              |  |                   |               |               |  |
|  |                            |                  |                            | C. D. Guadalajara          | 4            |              |  |                   |               |               |  |
|  |                            |                  | C. D. Illescas             | 1                          |              |              |  |                   |               |               |  |
|  | U. D. Gran Tarajal         | 0                | C. D. Illescas             | 1                          |              |              |  |                   |               |               |  |
|  | U. D. Gran Tarajal         | 0                |                            |                            |              |              |  |                   |               |               |  |
|  | C. D. Illescas             | 1                |                            |                            |              |              |  |                   |               |               |  |
|  | C. D. Illescas             | 1                |                            |                            |              |              |  | C. D. Guadalajara | 1             |               |  |
|  |                            |                  |                            |                            |              |              |  | C. D. Guadalajara | 1             |               |  |
|  |                            |                  | C. F. Talavera de la Reina | 2                          |              |              |  |                   |               |               |  |
|  | C. F. Talavera de la Reina | 2                | C. F. Talavera de la Reina | 2                          |              |              |  |                   |               |               |  |
|  | C. F. Talavera de la Reina | 2                |                            |                            |              |              |  |                   |               |               |  |
|  | C. D. Numancia             | 0                |                            |                            |              |              |  |                   |               |               |  |
|  | C. D. Numancia             | 0                |                            | C. F. Talavera de la Reina | 2            |              |  |                   |               |               |  |
|  |                            |                  |                            | C. F. Talavera de la Reina | 2            |              |  |                   |               |               |  |
|  |                            |                  | A. D. Unión Adarve         | 0                          |              |              |  |                   |               |               |  |
|  | A. D. Unión Adarve         | 2                | A. D. Unión Adarve         | 0                          |              |              |  |                   |               |               |  |
|  | A. D. Unión Adarve         | 2                |                            |                            |              |              |  |                   |               |               |  |
|  | Patacona C. F.             | 0                |                            |                            |              |              |  |                   |               |               |  |
|  | Patacona C. F.             | 0                |                            |                            |              |              |  |                   |               |               |  |
|  |                            |                  |                            |                            |              |              |  |                   |               |               |  |

### Cuadro D
|  | Cuartos de final          | Cuartos de final |                     |                         | Semifinal    | Semifinal    |  |                         | Final         | Final         |  |
|  | 27 de septiembre          | 27 de septiembre |                     |                         | 4 de octubre | 4 de octubre |  |                         | 11 de octubre | 11 de octubre |  |
|  |                           |                  |                     |                         |              |              |  |                         |               |               |  |
|  |                           |                  |                     |                         |              |              |  |                         |               |               |  |
|  | C. D. San Roque de Lepe   | 1                |                     |                         |              |              |  |                         |               |               |  |
|  | C. D. San Roque de Lepe   | 1                |                     |                         |              |              |  |                         |               |               |  |
|  | C. A. P. Ciudad de Murcia | 0                |                     |                         |              |              |  |                         |               |               |  |
|  | C. A. P. Ciudad de Murcia | 0                |                     | C. D. San Roque de Lepe | 1            |              |  |                         |               |               |  |
|  |                           |                  |                     | C. D. San Roque de Lepe | 1            |              |  |                         |               |               |  |
|  |                           |                  | S. P. Villafranca   | 0                       |              |              |  |                         |               |               |  |
|  | S. P. Villafranca         | 2                | S. P. Villafranca   | 0                       |              |              |  |                         |               |               |  |
|  | S. P. Villafranca         | 2                |                     |                         |              |              |  |                         |               |               |  |
|  | Salerm Puente Genil       | 0                |                     |                         |              |              |  |                         |               |               |  |
|  | Salerm Puente Genil       | 0                |                     |                         |              |              |  | C. D. San Roque de Lepe | 4             |               |  |
|  |                           |                  |                     |                         |              |              |  | C. D. San Roque de Lepe | 4             |               |  |
|  |                           |                  | U. D. Torre del Mar | 1                       |              |              |  |                         |               |               |  |
|  | Atlético Melilla          | 1                | U. D. Torre del Mar | 1                       |              |              |  |                         |               |               |  |
|  | Atlético Melilla          | 1                |                     |                         |              |              |  |                         |               |               |  |
|  | Polillas Atlético         | 0                |                     |                         |              |              |  |                         |               |               |  |
|  | Polillas Atlético         | 0                |                     | Atlético Melilla        | 0            |              |  |                         |               |               |  |
|  |                           |                  |                     | Atlético Melilla        | 0            |              |  |                         |               |               |  |
|  |                           |                  | U. D. Torre del Mar | 3                       |              |              |  |                         |               |               |  |
|  | U. D. Torre del Mar       | 3                | U. D. Torre del Mar | 3                       |              |              |  |                         |               |               |  |
|  | U. D. Torre del Mar       | 3                |                     |                         |              |              |  |                         |               |               |  |
|  | El Palo F. C.             | 0                |                     |                         |              |              |  |                         |               |               |  |
|  | El Palo F. C.             | 0                |                     |                         |              |              |  |                         |               |               |  |
|  |                           |                  |                     |                         |              |              |  |                         |               |               |  |

### Fase Final por el campeonato
|  | Semifinales                    | Semifinales                    | Semifinales                    |                            |                      | Final                | Final           | Final           |  |
|  | 25 de octubre y 8 de noviembre | 25 de octubre y 8 de noviembre | 25 de octubre y 8 de noviembre |                            |                      | 22 de noviembre      | 22 de noviembre | 22 de noviembre |  |
|  |                                |                                |                                |                            |                      |                      |                 |                 |  |
|  |                                |                                |                                |                            |                      |                      |                 |                 |  |
|  | U. D. Logroñés                 | U. D. Logroñés                 | 2                              |                            |                      |                      |                 |                 |  |
|  | U. D. Logroñés                 | U. D. Logroñés                 | 2                              |                            |                      |                      |                 |                 |  |
|  | C. F. Badalona Futur           | C. F. Badalona Futur           | 3                              |                            |                      |                      |                 |                 |  |
|  | C. F. Badalona Futur           | C. F. Badalona Futur           | 3                              |                            | C. F. Badalona Futur | C. F. Badalona Futur | 2               |                 |  |
|  |                                |                                |                                |                            | C. F. Badalona Futur | C. F. Badalona Futur | 2               |                 |  |
|  |                                |                                | C. F. Talavera de la Reina     | C. F. Talavera de la Reina | 1                    |                      |                 |                 |  |
|  | C. D. San Roque de Lepe        | C. D. San Roque de Lepe        | C. F. Talavera de la Reina     | C. F. Talavera de la Reina | 1                    | 1 (3)                |                 |                 |  |
|  | C. D. San Roque de Lepe        | C. D. San Roque de Lepe        |                                |                            |                      | 1 (3)                |                 |                 |  |
|  | C. F. Talavera de la Reina     | C. F. Talavera de la Reina     | 1 (4)                          |                            |                      |                      |                 |                 |  |
|  | C. F. Talavera de la Reina     | C. F. Talavera de la Reina     | 1 (4)                          |                            |                      |                      |                 |                 |  |
|  |                                |                                |                                |                            |                      |                      |                 |                 |  |

| Campeón C. F. Badalona Futur 2.° título. |

## Clasificados para laCopa del Rey 2023-24
Se clasifican los cuatro semifinalistas.
| Bandera de Cataluña  | Bandera de Castilla-La Mancha | Bandera de La Rioja (España) | Bandera de Andalucía    |
| C. F. Badalona Futur | C. F. Talavera de la Reina    | U. D. Logroñés               | C. D. San Roque de Lepe |